# شوقی ابوخلیل

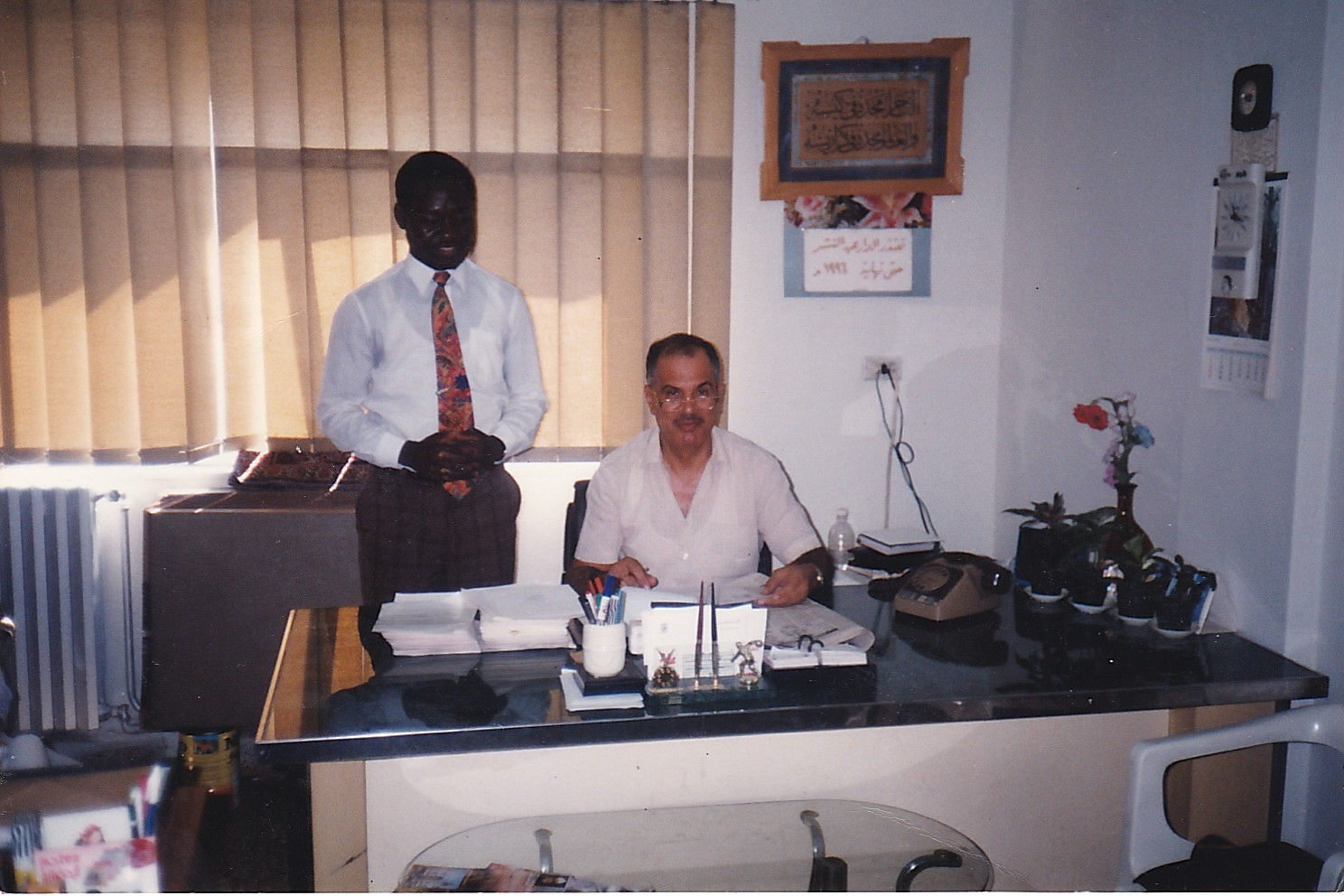
نگاره‌ای از شوقی ابوخلیل (نشسته پشت میز)

شوقی ابوخلیل (عربی: شوقی أبو خلیل , ۱۹۴۱–۲۰۱۰) نویسنده و محقق فلسطینی ساکن سوریه بود که آثار زیادی نوشت که مشهورترین آنها کتاب «الاسلام فی قفس الاتهام» است.
شوقی محمد ابوخلیل در سال ۱۹۴۱ در شهر بیسان به دنیا آمد. تحصیلات دانشگاهی خود را در گروه تاریخ دانشگاه دمشق در سال ۱۹۶۵ به پایان رساند، سپس برای اخذ مدرک دکترای تاریخ از فرهنگستان علوم به آذربایجان رفت.
پس از بازگشت، او به عنوان معلم تاریخ در مدارس متوسطه مختلف در استان‌های سوریه مشغول به کار شد و در آنجا به فارغ التحصیلان از جمله محقق مسلمان بریتانیایی- نیجریه ای عبدالفتاح ادیلابو تدریس کرد، سپس به سمت‌های اداری رسید.
بین ۱۹۸۶–۱۹۸۸ به عنوان استاد تمدن اسلامی و شرق‌شناسی در دانشکده تبلیغ اسلامی (شعبه دمشق) در مجتمع شیخ احمد کفترو کار کرد.
او در دانشکده دعوت اسلامی و دانشکده شریعت در دانشگاه دمشق به تدریس تاریخ پرداخت.
وی به عنوان دبیرکل دانشگاه علوم اسلامی و عربی - دمشق (۱۹۹۲–۱۹۹۷) منصوب شد.
او از سال ۱۹۹۱ تا زمان مرگش سردبیر دارالفکر بود، انتشاراتی که بیشتر کتاب‌های اخیرش را آنجا منتشر کرد.
وی همچنین رئیس بخش تاریخ و تمدن مؤسسه جامعه اسلامی الفتح و استاد تاریخ در آنجا از سال ۲۰۰۰ تا زمان مرگش بود.
او به عنوان سردبیر در دارالفکر در دمشق کار می‌کرد.